# Route nationale 803
Die Route nationale 803, kurz N 803 oder RN 803, war eine französische Nationalstraße, die von 1933 bis 1973 zwischen einer Kreuzung mit der Route nationale 802 in Barneville-Carteret und Carentan verlief. Ihre Länge betrug 44 Kilometer.